# Pseudagrion mohelii
Pseudagrion mohelii là một loài chuồn chuồn kim trong họ Coenagrionidae.
Pseudagrion mohelii được miêu tả khoa học năm 1968 bởi Aguesse.